# Félicien Rops

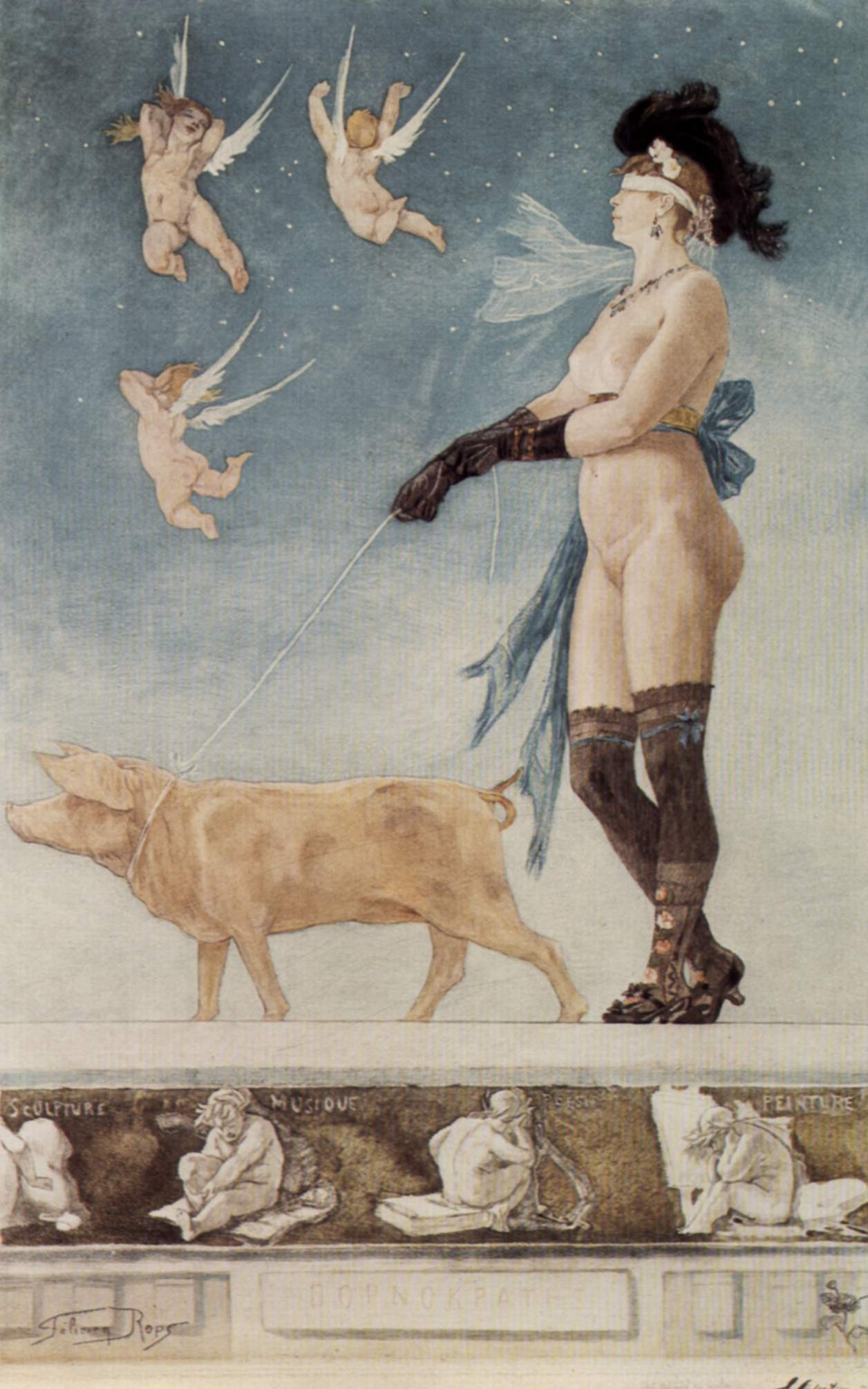
Damen med grisen (Pornokratès), 1875

Félicien Rops, född 7 juli 1833 i Namur, Belgien, död 23 augusti 1898 i Paris, Frankrike, var en belgisk konstnär.

## Biografi
Félicien Rops var son till Nicolas Rops och Sophie Maubille, och började tidigt ägna sig åt karikatyrteckning. Han studerade först vid jesuiternas collège i Namur, varifrån han blev förvisad, sedan vid Athénée i samma stad och till slut vid universitetet i Bryssel där han tecknade för olika studentblad. Hans far dog 1849 och farbrodern Alphonse tog ansvar för Félicien. Rops hade studerat konst i Namur innan han år 1851 skrev in sig på det fria universitetet i Bryssel för att läsa filosofi och juridik. Året därpå förlovade han sig med Charlotte Polet de Faveaux, som han äktade 1856. Samma år grundade han tillsammans med Charles de Coster L’Uylenspiegel en tidskrift för konstnärlig och litterär debatt. Rops är för eftervärlden främst känd för sina skickligt utförda, erotiska etsningar och nära förbunden med de litterära och konstnärliga rörelserna symbolism och dekadens vilka präglade 1800-talets sista decennier.
Rops var en övertygad förkämpe för den fria konsten och var med om att grunda la Société Libre des Beaux-Arts. I detta sällskap – med bland annat Artan, Baron och Meunier vid sin sida – deltog han under den belgiska realismens höjdpunkt. På slottet Thozée, hustrun Charlottes arvegods, tog han emot mängder av konstnärer och författare, bland annat Charles Baudelaire. 
Rops drogs tidigt till Paris, där han tillbringade flera månader om året. Han intresserade sig starkt för etsningstekniken, som han så småningom kom att behärska fullkomligt. Mellan 1854 och 1871 publicerades 34 verk illustrerade av Rops, däribland Baudelaires berömda Les Fleurs du Mal, men också verk av Stéphane Mallarmé och Paul Verlaine. Paris räckte snart inte till för den belgiske konstnären och han började resa runt i Europa och USA. Vid 55 års ålder började han arbeta med sin vän Rassenfosse, och de uppfann tillsammans en mjuk form av lack som de kallade för ropsenfosse. Från och med 1884 ställde han ut i Cercle des XX, som han blev medlem i 1886. 
Félicien Rops var i kontakt med många av de stora litterära namnen under denna epok: Théophile Gautier, Alfred de Musset, Stéphane Mallarmé, Jules d’Aurevilly och Joséphin Péladan. Han tillhör den dekadenta fin-de-siècle-miljön med dess förtryckta erotism och fascination med det onda och det förbjudna; man finner spår av satanism i hans konst. Rops oljemålningar kan i allmänhet klassificeras såsom tillhörande realismen. Han gjorde landskapsmålningar av hög kvalitet, men det är hans teckningar, litografier och etsningar som bäst ger uttryck för hans säregna begåvning. I dessa konstformer skapade han den typiskt "ropsiska" nakenbilden, som av många beskyllts för att vara lätt förädlad pornografi, men som också kan betraktas som en avmaskering av det omgivande samhällets hyckleri och dolda begär. Samtidigt finns det en skarp psykologisk insikt i verken: Sigmund Freud har prisat hans framställning av S:t Antonius frestelse som absolut korrekt i psykoanalytiska termer. Hans kvinnogestalter är förföriska, starkt erotiska och tvetydiga: båda helgonet och horan skymtar i framställningen; en klar återspegling av 1800-talets moraliska stämning. Möjligen återspeglar de många nakna kvinnofigurerna också Rops eget komplexa förhållande till kvinnan. Han hade flera älskarinnor; med en av dem fick han en dotter, alltmedan han ägnade sig åt en amorös förbindelse med barnets moster. Det rörde sig om systrarna Aurélie och Léontine Duluc, som han bodde hos under sina vistelser i Paris. Men vid sidan om dessa två hade han många andra mätresser. 
Rops syn försämrades allvarligt under de sista åren av hans liv.
Eftervärldens omdöme om Rops är delat. Det är inte ovanligt att finna honom relegerad till de oseriösa konstnärernas nivå. Ingen tvekar dock om hans stora tekniska skicklighet.

## Eftermäle
Asteroiden 13520 Félicienrops är uppkallad efter honom.